# سي. جي. هامبرو
سي. جي. هامبرو هو كاتب ومترجم ومحرر وصحفي وسياسي نرويجي، ولد في 5 يناير 1885 في برغن في النرويج، وتوفي في 15 ديسمبر 1964 في أوسلو في النرويج. نشط حزبياً في حزب المحافظين.

## مناصب
- انتخب رئيس مجلس الإدارة اللجنة النرويجية لجائزة نوبل (30 يونيو 1945 – 5 نوفمبر 1945).
- انتخب زعيم حزب حزب المحافظين (1950 – 1954).
- انتخب زعيم حزب حزب المحافظين (1926 – 1934).
- انتخب عضو برلمان النرويج  [لغات أخرى]‏ عن دائرة أوسلو [الإنجليزية]‏ وقد انضم خلال فترته النيابية ‏ (1954 – 1957) للكتلة البرلمانية حزب المحافظين.
- انتخب عضو برلمان النرويج  [لغات أخرى]‏ عن دائرة أوسلو [الإنجليزية]‏ وقد انضم خلال فترته النيابية ‏ (1950 – 1953) للكتلة البرلمانية حزب المحافظين.
- انتخب عضو برلمان النرويج  [لغات أخرى]‏ عن دائرة أوسلو [الإنجليزية]‏ وقد انضم خلال فترته النيابية ‏ (1945 – 1949) للكتلة البرلمانية حزب المحافظين.
- انتخب عضو برلمان النرويج  [لغات أخرى]‏ عن دائرة أوسلو [الإنجليزية]‏ وقد انضم خلال فترته النيابية ‏ (1937 – 1945) للكتلة البرلمانية حزب المحافظين.
- انتخب عضو برلمان النرويج  [لغات أخرى]‏ عن دائرة أوسلو [الإنجليزية]‏ وقد انضم خلال فترته النيابية ‏ (1934 – 1936) للكتلة البرلمانية حزب المحافظين.
- انتخب عضو برلمان النرويج  [لغات أخرى]‏ عن دائرة أوسلو [الإنجليزية]‏ وقد انضم خلال فترته النيابية ‏ (1931 – 1933) للكتلة البرلمانية حزب المحافظين.
- انتخب عضو برلمان النرويج  [لغات أخرى]‏ عن دائرة أوسلو [الإنجليزية]‏ وقد انضم خلال فترته النيابية ‏ (1928 – 1930) للكتلة البرلمانية حزب المحافظين.
- انتخب عضو برلمان النرويج  [لغات أخرى]‏ عن دائرة أوسلو [الإنجليزية]‏ وقد انضم خلال فترته النيابية ‏ (1925 – 1927) للكتلة البرلمانية حزب المحافظين.
- انتخب عضو برلمان النرويج  [لغات أخرى]‏ عن دائرة Kristiania ‏ وقد انضم خلال فترته النيابية ‏ (1922 – 1924) للكتلة البرلمانية حزب المحافظين.
- انتخب President of the Parliament of Norway  [لغات أخرى]‏ (21 مارس 1935 – 1940).
- انتخب عضو برلمان النرويج  [لغات أخرى]‏ عن دائرة  وقد انضم خلال فترته النيابية ‏ (1919 – 1921) للكتلة البرلمانية حزب المحافظين.

## وصلات خارجية
- سي. جي. هامبرو على موقع IMDb (الإنجليزية)
- سي. جي. هامبرو على موقع مونزينجر (الألمانية)